# Coma (astronomía)

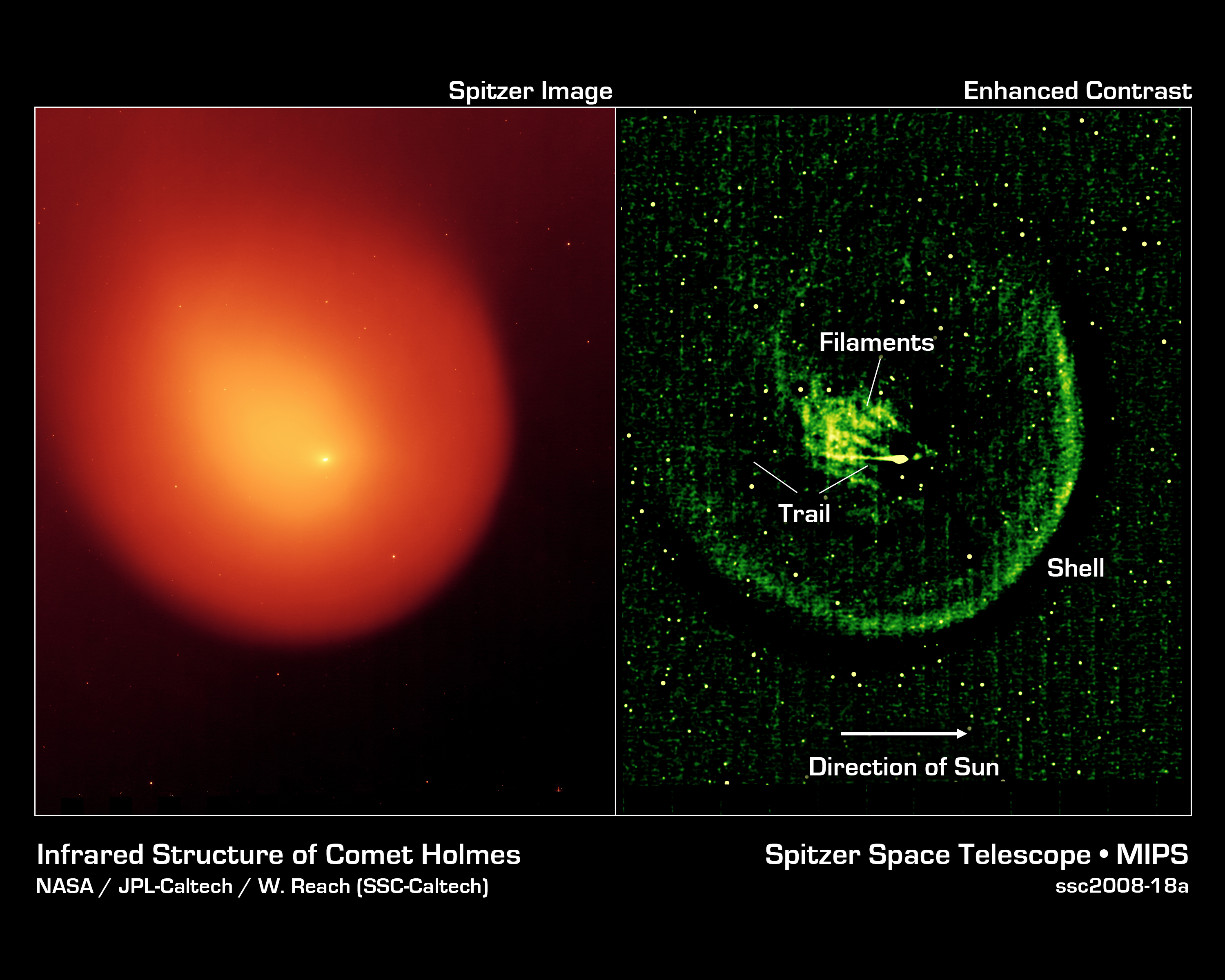
Estructura del cometa Holmes en infrarrojo

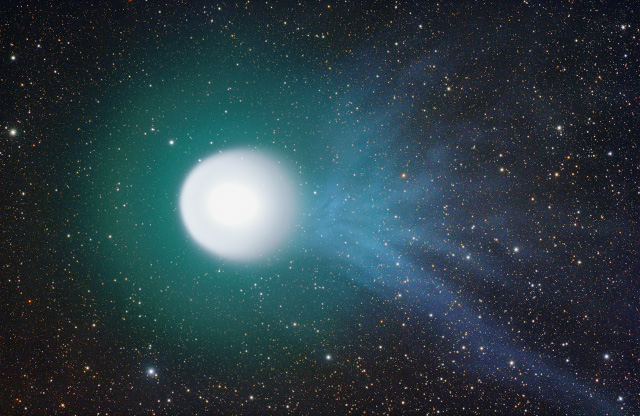
En esta imagen del cometa Holmes se distingue la "coma" de la "cola" de un cometa.

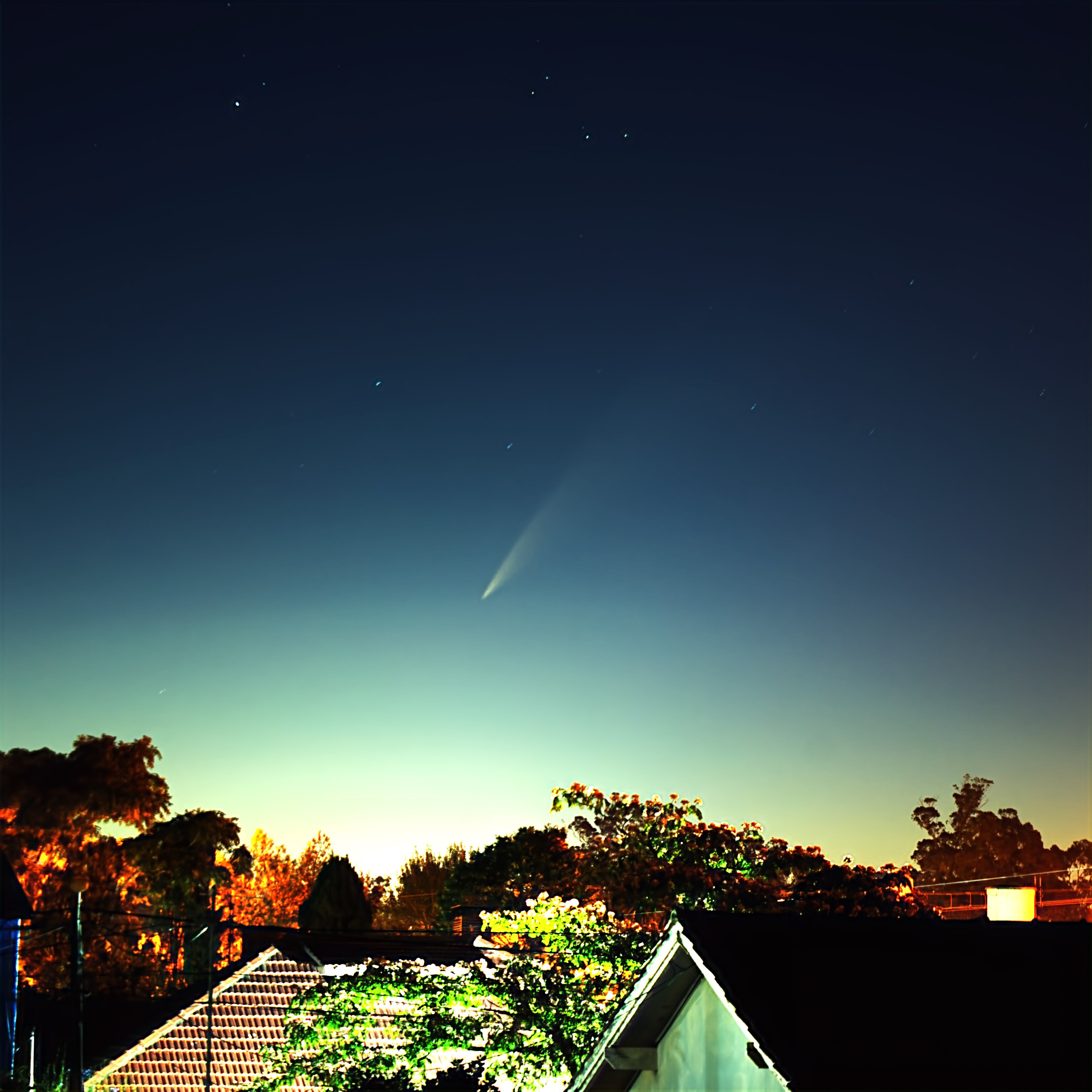
La coma o cabellera del cometa C/2024 G3 observada desde Mar del Plata, Argentina

En astronomía, se le llama la coma o la cabellera (del griego κόμη, "koma" (cabellera)) a la nube de polvo y gas que envuelve el núcleo de un cometa. Se forma cuando un cometa se acerca al Sol (a partir de 6 UA de distancia), de modo que parte de la superficie helada del núcleo se evapora y junto con otros materiales (generalmente polvo) lo rodean, volviéndose esta nube visible por la refracción de la luz, y ocultando el núcleo. Para que pueda formarse, la velocidad de fuga del núcleo debe ser inferior a la velocidad media de las moléculas del gas.